# Антонівська культура
Антонівська культура — археологічна культура мустьєрської доби раннього палеоліту на Донеччині. Представлена трьома стоянками — Антонівка I, Антонівка II та Олександрівка поблизу села Антонівка і селища Олександрівка у Мар'їнському районі Донецької області.
Стоянки досліджувались в 1962—1965 роках українськими археологами В. Гладиліним (Антонівка) та Д. Цвейбель (Олександрівка).
Антонівські стоянки розміщались на 3-й та 2-й терасах річки Сухі Яли. Культурні залишки дещо перевідкладені, зміщені по береговому схилу. В Олександрівці кам'яні вироби знайдено в товщі берегового схилу річки Осикова (приток річки Вовча).
Знаряддя праці виготовлено з місцевого кременю. Інвентар типово мустьєрський: нуклеуси радіальні та протопризматичні, сколи з них (відщепи та пластини), численні знаряддя: ножі, скребла, листоподібні наконечники списів, зубчасті вироби (пилки), скобелі, поодинокі гостроконечники. Виділяється серія ножів та скребел специфічних форм (арочні, сегментоподібні), властивих лише цій культурі.
На стоянці «Антонівка II» знайдено кістки зубра та четвертинного коня, на яких полювали первісні мешканці краю.
Культура датується від кінця ріського до початку в'юрмського зледеніння тобто близько 100—40 тисяч років тому.